# Aphyllorchis

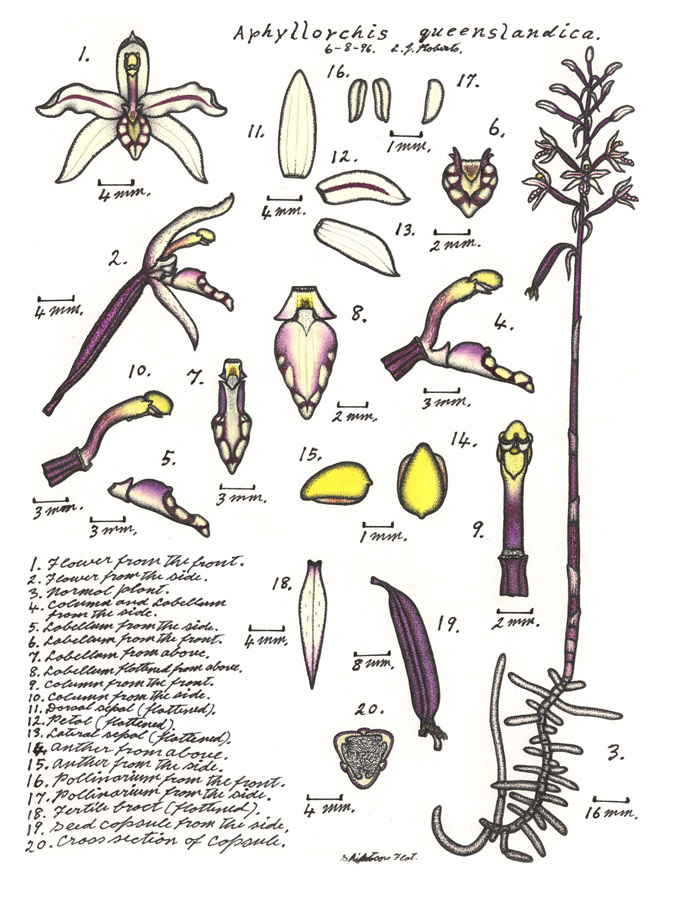
Aphyllorchis queenslandica by Lewis Roberts.

Aphyllorchis, tên thông dụng Pauper Orchids, là một chi gồm 30 loài địa lan không lá, phân bố ở Nam Á, Đông Nam Á và Úc.

## Danh sách các loài
| - Aphyllorchis aberrans - Aphyllorchis acuminata - Aphyllorchis alpina - Aphyllorchis annamensis - Aphyllorchis angustipetala - Aphyllorchis anomala - Aphyllorchis arfakensis - Aphyllorchis benguetensis - Aphyllorchis borneensis - Aphyllorchis caudata - Aphyllorchis elata - Aphyllorchis evrardii - Aphyllorchis exilis - Aphyllorchis gollani - Aphyllorchis gracilis - Aphyllorchis halconensis - Aphyllorchis hasseltii - Aphyllorchis kemulensis | - Aphyllorchis montana - Aphyllorchis odoardi - Aphyllorchis pallida - Aphyllorchis pantlingii - Aphyllorchis parviflora - Aphyllorchis prainii - Aphyllorchis purpurea - Aphyllorchis pusilla - Aphyllorchis queenslandica - Aphyllorchis sanguinea - Aphyllorchis siantanensis - Aphyllorchis simplex - Aphyllorchis spiculaea - Aphyllorchis striata - Aphyllorchis sumatrana - Aphyllorchis tanegashimensis - Aphyllorchis torricellensis - Aphyllorchis unguiculata - Aphyllorchis vaginata |